# التيريت
التيريت Tirit, والمعروف ايضاً بإسم تريت, وهو عبارة عن طبق تركي محضر من الخبز البائت المبلل المفتت في المرقة المحضرة من أحشاء الذبيحة، ثم يتبل بالفلفل المطحون والبصل. بعض التغيرات تكون بإضافة الجبن و الزبادي.
يعتمد التيريت على فنون الطهي من آسيا الوسطى، حيث تم تحضير أطباق مشابهة باستخدام لحم الضأن وبقايا الطعام من مختلف الانواع, والتي غالبًا ما تشمل الخبز البائت؛ انظر قورداق .
يوجد التيريت في بعض الاحيان في مطابخ مكة، حيث تروى القصة ان المجتمع الإنساني كانوا جياع بسبب المجاعة الناجمة عن القحط الذي تم تحمله من خلال الإستمرار على هذا الطبق حتى عودة الاوقات الاكثر وفرة.
الباجه هو طبق مشابه يعتمد على احشاء الذبيحة يؤكل في العديد من المناطق في اوروبا الشرقية، غرب اسيا، وجنوب القوقاز.
هناك خلطات مشابهة من الحبوب واحشاء الظان وجدت في هاغيس وبعض انواع البودنج الابيض, التي تستخدم دقيق الشوفان كنشأ.
أشكال التيريت التي تحتوي على الجبن مشابهة لتسامبا التبتية التي تعتمد على الشعير.

## انظر ايضا
- الثريد
- البوبارا
- البيشمبارك